# Holacanthus africanus
Holacanthus africanus är en fiskart som beskrevs av Cadenat, 1951. Holacanthus africanus ingår i släktet Holacanthus och familjen Pomacanthidae. IUCN kategoriserar arten globalt som livskraftig. Inga underarter finns listade i Catalogue of Life.